# Philippe Mbarga Mboa
Pour les articles homonymes, voir Mbarga.
Philippe Mbarga Mboa, né le 23 avril 1949 à Yaoundé (Cameroun) est un homme politique camerounais.

## Biographie

### Études
Après un début de scolarité secondaire au collège Francois-Xavier Vogt de Yaoundé, il obtient un baccalauréat (section littéraire) en France. Puis il y[Où ?] acquiert une licence en sciences politiques.

### Activités
Il travaille dans le secteur bancaire et devient directeur régional de la Banque internationale pour l'Afrique occidentale (BIAO), avant d'en être le directeur commercial de 1976 à 1993. 
Par la suite il est président d'un club de football camerounais. De 1994 à 1996, il est trésorier de la Fédération camerounaise de football (FECAFOOT).

## Politique
Du 22 août 2002 au 8 décembre 2004, il est chargé de missions à la Présidence de la République. Du 2 décembre 2004 au 7 septembre 2007, il est ministre des Sports et de l'Éducation physique. Lors du remaniement du 2 octobre 2011, il est reconduit comme ministre chargé de mission à la Présidence de la République dans le gouvernement Philemon Yang.